# De Ghellinck

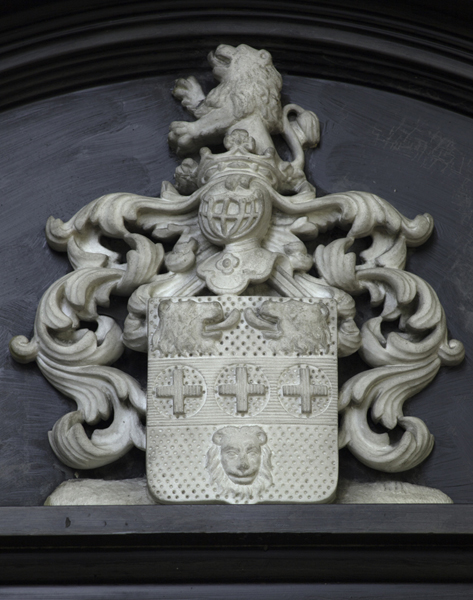
De Ghellinck (Sint Mauruskerk, Elsegem)

De Ghellinck is een Zuid-Nederlandse familie, die vooral woonde en werkte in Oost-Vlaanderen.

## Geschiedenis

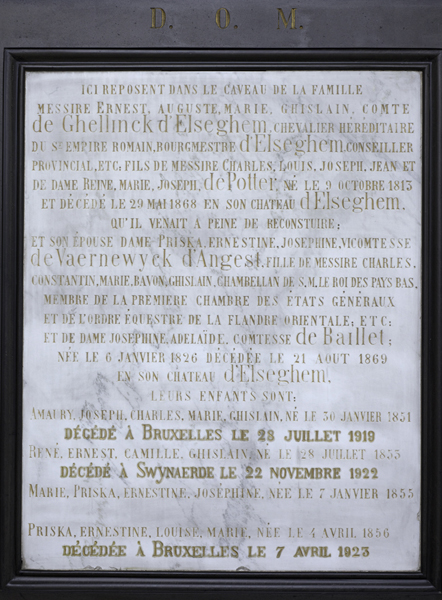
Epitaaf, familiegraf De Ghellinck d'Elseghem in de Sint-Mauruskerk (Elsegem)

De familie De Ghellinck doet zijn voorvaders opklimmen tot in 1526. Nadat de familie al een aantal generaties tot de notabelen van Oost-Vlaanderen behoorde, begon de opname in de adelstand met enige hindernissen. In 1705 werd adelsverheffing verleend aan Jean-Baptiste I Ghellinck, door de Spaanse koning Filips V. Hij was koopman, bankier en burgemeester van de stad Kortrijk. Dit werd weliswaar bij keizerlijk decreet ongedaan gemaakt op 16 mei 1716 om op 10 februari 1726 weer te worden hersteld, mits registratie in de Nederlanden, wat gebeurde. In 1718 had Jean-Baptiste zijn adellijke status kracht bijgezet door de aankoop van de heerlijkheid Elseghem.
Ondertussen had Jean-Baptiste van keizer Karel VI de titel van erfelijk ridder van het Heilige Roomse Rijk verkregen en mocht zich voortaan de Ghellinck noemen. Maar ook dit was niet zonder problemen, want deze verheffing gebeurde door de kanselarij van het keizerrijk, en dat was onregelmatig. Dit werd in 1735 retroactief rechtgezet in hoofde van de afstammelingen en erfgenamen van Jean-Baptiste, door de kanselarij bevoegd voor de Oostenrijkse Nederlanden in te schakelen. 
Jean-Baptiste I de Ghellinck (1672-1721) was getrouwd met Marguerite Wallaert (1674-1745) en ze hadden twee zoons:
- Adrien de Ghellinck, heer van Elseghem (1702-1779), stamvader van de tak Elseghem.
- Jean-Baptiste II de Ghellinck (1706-1755), stamvader van de takken Nokere en Walle.

## De Ghellinck d'Elseghem

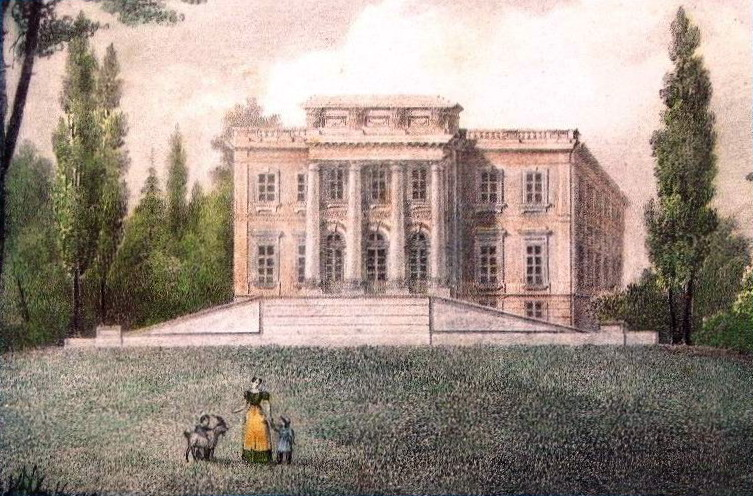
Het kasteel de Ghellinck in Wannegem Lede (architect : Barnabé Guimard)

Adrien de Ghellinck, getrouwd met Thérèse de Nieulant (1706-1754), had als zoon ridder Jean-Baptiste III de Ghellinck (1747-1814), die getrouwd was met Charlotte de Kerchove (1745-1794). Hij was de laatste heer van Elseghem onder het ancien régime.
Zijn zoon, ridder Auguste Charles Maximilien Joseph de Ghellinck (Gent, 22 oktober 1777 - 22 januari 1837), was niet haastig om de mogelijkheid te grijpen die onder het Verenigd Koninkrijk der Nederlanden werd geboden om de adellijke status opnieuw te verwerven. Het was pas in 1826 dat hij de erkenning van erfelijke adel liet registreren, met de titel ridder, overdraagbaar op al zijn mannelijke afstammelingen. Hij trouwde in 1815 met Thérèse Colenbuen (1786-1870) en ze hadden drie dochters en een zoon, Fréderic de Ghellinck d'Elseghem (1818-1869), burgemeester van Elsegem, die ongehuwd stierf, wat het einde betekende van deze familietak.

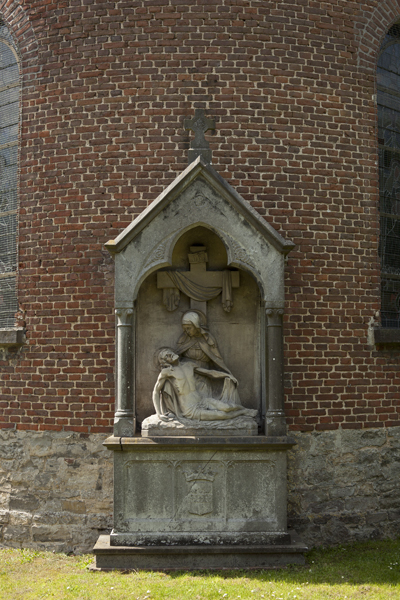
Pietà met wapenschild van De Ghellinck d'Elseghem, bij de Sint-Dionysiuskerk (Lede)

De tweede zoon van Jean-Baptiste III, ridder Charles Louis Joseph Jean de Ghellinck d'Elseghem (Gent, 24 juli 1782 - Zwijnaarde, 1 juli 1862), verwierf eveneens pas de erkenning van erfelijke adel in 1826. Hij werd in de Franse tijd maire en onder het Verenigd Koninkrijk der Nederlanden burgemeester van Elsegem, was doctor in de rechten en werd directeur van de Koninklijke academie voor schilderkunst en architectuur in Gent. Hij trouwde in 1808 met Reine de Potter (1784-1861). Zoals zijn broer had hij drie dochters, maar ook twee zoons. Zij zijn het die voor een talrijk nageslacht hebben gezorgd onder de namen de Ghellinck d'Elseghem en de Ghellinck d'Elseghem Vaernewyck.
De oudste zoon van Charles was Ernest de Ghellinck d'Elseghem (1813-1868), die trouwde met burggravin Priska de Vaernewyck d'Angest (1826-1869). Ze hadden als zoon Amaury de Ghellinck d'Elseghem Vaernewijck (1851-1919), die senator en burgemeester van Elsegem werd. Hij mocht in 1885 Vaernewyck aan zijn familienaam toevoegen en in 1900 werd hij burggraaf, overdraagbaar bij eerstgeboorte.
De tweede zoon was Jean-Baptiste V de Ghellinck d'Elseghem (1815-1881). Hij promoveerde tot doctor in de rechten en werd burgemeester van Wannegem-Lede. Een van zijn tien kinderen was Jean-Baptiste VI de Ghellinck d'Elseghem (1867-1927), burgemeester van Wannegem-Lede en volksvertegenwoordiger.
Het is de familietak Felix de Ghellinck d'Elseghem, ook onder de naam de Ghellinck d'Elseghem Vaernewyck, die voor een talrijk nageslacht heeft gezorgd.

## De Ghellinck de Nockere
Charles-Borromée Ghislain de Ghellinck de Nockere (Gent, 27 februari 1775 - 6 december 1850) was een zoon van Jean-Baptiste IV de Ghellinck (1747-1815) en van Marie-Claire de Coninck (1746-1818). Deze was op zijn beurt de zoon van Jean-Baptiste II de Ghellinck (1706-1755) en de kleinzoon van de stamvader, Jean-Baptiste I de Ghellinck. 
Charles-Borromée werd burgemeester van Nokere en werd in 1816 - als enige onder de Ghellinks - erkend in de erfelijke adel en benoemd in de Ridderschap van de provincie Oost-Vlaanderen. Hij bleef vrijgezel, zodat bij zijn dood deze tak uitstierf.

## De Ghellinck de Walle
Bij deze tak duurde het nog een generatie langer alvorens een aanvraag tot erkenning in de adel gebeurde.
Een tweede zoon van Jean-Baptiste II de Ghellinck was André de Ghellinck (1752-1814), getrouwd met Angeline della Faille (1757-1827). Hun zoon Emmanuel de Ghellinck (1783-1846), getrouwd met Isabelle de Loose (1793-1862), vroeg geen erkenning. Zijn zoon Edmond de Ghellinck, voorzitter van de Koninklijke landbouw en tuinbouwvereniging van Gent, getrouwd met Gabrielle van Pottelsberghe, deed dit evenmin. Deze opeenvolgende generaties gebruikten de titel van ridder, maar bekommerden zich niet om het wettelijk statuut. Het is pas een zoon van Edmond, Maurice de Ghellinck de Walle (Gent, 13 oktober 1853 - Wondelgem, 11 mei 1912), die dit deed.
In 1876 trouwde hij met Clara de Hemptinne (1856-1941), dochter van volksvertegenwoordiger Jules de Hemptinne. Ze hadden drie dochters en twee zoons. In 1885 verkreeg hij de Walle aan de familienaam te mogen toevoegen, in herinnering aan een vroegere heerlijkheid die aan de familie behoorde. In 1897 werd hem erkenning in de erfelijke adel verleend. Slechts één zoon, Edmond de Ghellinck (1879-1962), trouwde, met barones Isabelle de Volkaersbeke (1880-1960), maar ze bleven kinderloos. Deze familietak is in 1962 uitgestorven.